# Modiano
La Modiano Industrie Carte da Gioco e Affini S.p.A. è un'azienda italiana produttrice di carte da gioco di vario genere (internazionali, regionali, tradizionali, moderne, ecc.), tarocchi, confezioni da gioco, scacchiere, roulettes e giochi di società.

## Storia

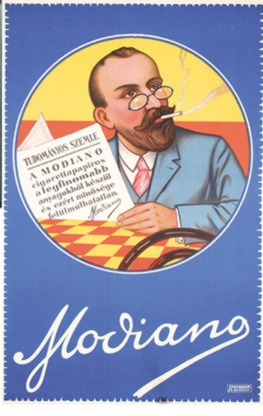
Scatola di cartine da sigarette Modiano

L'azienda fu fondata nel 1868 a Trieste da Saul David Modiano, un commerciante nativo di Salonicco, che decise di avviarla per la produzione di cartine da sigaretta. In seguito alla notorietà acquisita, nel 1884 fu aggiunta una litografia specializzata in riproduzioni artistiche e carte da gioco, che in breve tempo si affermò a livello mondiale. Nei primi anni del XX secolo l'azienda si distinse anche per la realizzazione artistica di cartelloni pubblicitari, il brand fu arricchito anche dal contributo di un illustratore di fama quale Marcello Dudovich.
Nel 1988 la Modiano venne rilevata dall'azienda cartotecnica Grafad della famiglia Crechici, con la promessa di non licenziare nessuno e mantenere l'attività a Trieste. La Grafad ne ha ampliato l'offerta produttiva e ha mantenuto la promessa quando nel 2013 ha dovuto fare ricorso alla cassa integrazione per tutti i suoi 70 dipendenti in seguito alla crisi economica e alla forte concorrenza sul web.
L'azienda produce 10 milioni di mazzi di carte l'anno, il 40% destinato all'Italia e l'altro 60% esportato in USA, Spagna, Germania, Olanda, Grecia. È ai primi posti nel mercato italiano delle carte da gioco, mentre è il leader assoluto di vendite in Grecia. Grandi forniture sono destinate ai casinò.